# Anna Åbergsson
Anna Mathilda Augusta Åbergsson, född 6 januari 1871 i Stockholm, död 18 april 1937 i Oscars församling, Stockholm, var förespråkare för den svenska koloniträdgårdsrörelsen tillsammans med Anna Lindhagen, som hon var nära vän till.
Anna Åbergsson kom från en välsituerad familj i Stockholm och växte upp på Östermalm. Hennes far var justitierådet Andreas Viktor Åbergsson och modern hette Augusta Resén. Hon själv blev banktjänsteman vid Enskilda banken och arbetade som sådan till sin pension vid 55 års ålder. Hon var ogift och hade inga barn, och hon var liksom Anna Lindhagen intresserad av kvinnosaksfrågor och av politik.

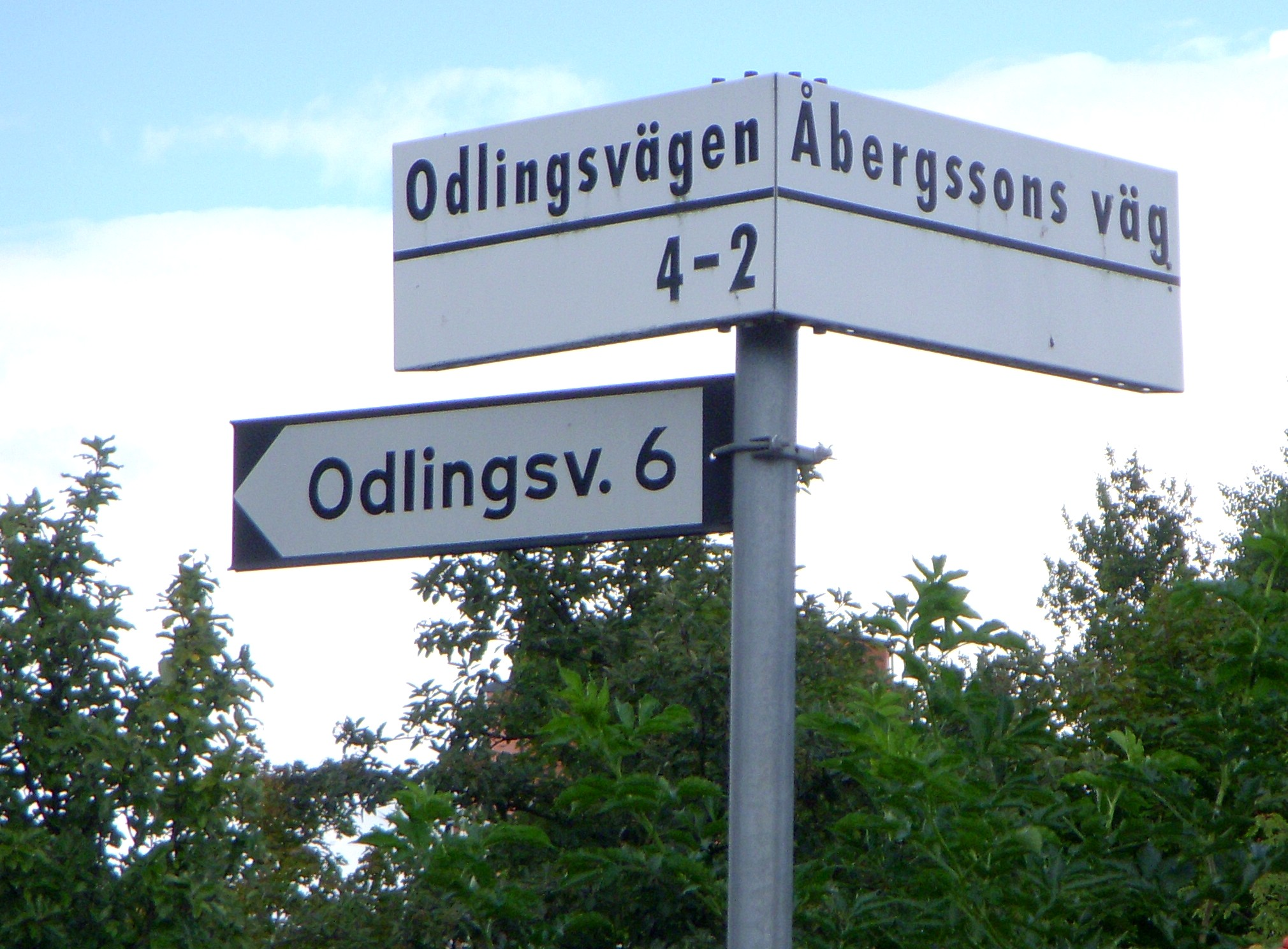
Åbergssons väg i Bergshamra.

År 1906 bildades på Anna Lindhagens initiativ Föreningen koloniträdgårdar i Stockholm, där Anna Åbergsson var kassör. Sedan Stockholms stad övertog verksamheten 1921 blev hon föreståndare och efterträdde Anna Lindhagen. Åbergsson var även sekreterare i Folkhushållningskommissionens koloniavdelning 1918, bildade Odlingssällskapet Stockholms Omnejd samt var revisor i Frisinnade landsföreningen.
Anna Åbergsson skrev om koloniträdgårdarnas ekonomiska betydelse. Hon menade att genom koloniträdgårdarna kunde arbetare och ensamma mödrar komma bort från trångboddhet och smuts i stan till natur och frisk luft. Det skulle främja folkhälsan och minska kommunernas utgifter för sjukvård. Hungersnöden under första världskriget ledde till att många nya odlingslotter och koloniträdgårdar anlades.
I Eriksdalslundens koloniträdgårdsområde och i södra Bergshamra, Solna – där hon bodde en del av sitt liv – har hon fått en väg uppkallad efter sig, Anna Åbergssons väg i Eriksdalslunden och Åbergssons väg i Bergshamra.
Anna Åbergsson ligger begravd på Norra begravningsplatsen i Stockholm (gravsatt 25 april 1937).